# Данилов Віталій Іванович
Віталій Іванович Данилов (10 квітня 1902, Жовте — 19 березня 1954, Київ) — фізик, професор, академік АН УРСР, лауреат Державної премії СРСР.

## Біографія
Народився 10 квітня 1902 року в селі Жовте (тепер Луганської області) у родині вчителя. Після отримання середньої освіти у катеринославській гімназії працював учителем та директором сільської школи. У 1923 році поступив на фізико-математичний факультет Дніпропетровського інституту народної освіти, після закінчення якого з 1926 по 1930 рік працював асистентом на кафедрі фізики Дніпропетровського гірничого інституту. Брав активну участь у роботі дослідницької групи фізико-хіміко-математичного інституту під керівництвом А. Е. Малиновського, був одним з перших його аспірантів в Українському НДІ фізичної хімії. З 1930 по 1935 рік — завідувач кафедри фізики Дніпропетровського хіміко-технологічного інституту (якій був створений на базі ДГІ).
У 1931 році брав активну участь у створенні Дніпропетровського фізико-технічного інституту, де заснував лабораторію кристалізації, яку очолював до 1944 року: у Дніпропетровську, в евакуації — у Магнітогорську, у Москві (після переведення туди ДФТІ та перетворення його на Інститут матеріалознавства та фізики металів ЦНДІЧМ).
З 1933 року був завідувачем кафедри експериментальної фізики ДДУ. В 1934 році отримав звання професора. В 1936 році організував нову кафедру молекулярної фізики, яку і очолював до 1941 року. З 1935 по 1941 рік керував лабораторією молекулярної фізики ДДУ. В 1937—1938 роки був деканом фізико-математичного факультету.
У 1940 році у фізичному інституті АН УРСР ім. П. Н. Лебедєва захистив докторську дисертацію. Був нагороджений грамотою Наркомпросу України.

Меморіальна дошка на будівлі Інституту металофізики у Києві

У роки війни в евакуації керував фізичними дослідженнями оборонного призначення. З 1946 року керував відділом кристалізації Лабораторії металофізики АН УРСР, в 1951—1954 роках — директор Лабораторії металофізики АН УРСР, (що перетворена у Інститут металофізики АН УРСР). В 1945 році його обрано членом-кореспондентом АН УРСР, з 1951 року — академік, дійсний член АН УРСР.
Протягом багатьох років був науковим керівником і наставником науковців фізичного факультету ДДУ. Серед його учнів була відомий учений фізик Діна Семенівна Каменецька

Могила Віталія Данилова

Помер 19 березня 1954 року у Києві. Похований на Лук'янівському цвинтарі (ділянка №21, ряд 12, місце 1).

## Праці
В. І. Данилову належить понад сто друкованих праць, у тому числі монографії та підручники. Серед них:
- «Розсіювання рентгенівських променів у рідинах». — Л.; М., 1935;
- «Будова і кристалізація рідини». — Київ, Вид-во АН УРСР, 1956.

## Наукові досягнення
Віталій Іванович Данилов є фундатором нового напряму світової науки — рентгенографії рідини (рентгенографічні дослідження атомної структури рідинних металів) та засновником радянської наукової школи фізиків з напрямів рентгенографії рідини та фізичної теорії кристалізації. Він з'ясував суть явища зародження центрів кристалізації та впливу різноманітних факторів на цей процес, відкрив явища активації та деактивації домішку, які обумовлюють кінетику кристалізації, сформулював теорію рідин, зокрема металів і сплавів у рідинному стані, розробив ряд методик дослідження їх атомної та молекулярної структури. Сформулював критерій спонтанної кристалізації і побудував класифікацію рідин за їх схильністю до переохолодження.

## Нагороди
Нагороджений орденом Червоної Зірки за результатами роботи по покращенню властивостей бойових сталей. Нагороджений медаллю «За доблесну працю у Великій Вітчизняній війні 1941—1945 рр.». В 1950 році йому присуджена Сталінська премія за роботи в області кристалізації рідини. У 1952 році нагороджений орденом Трудового Червоного Прапора.